# Estació de Faió - la Pobla de Massaluca
Faió - la Pobla de Massaluca és una estació de ferrocarril propietat d'adif situada al municipi de la Pobla de Massaluca a la comarca de la Terra Alta, donant servei a la població aragonesa de Faió (Baix Aragó-Casp). L'estació es troba a la línia Reus-Casp i hi tenen parada trens regionals de la línia R15 de Rodalies de Catalunya i la línia Ca6, ambdues operades per Renfe Operadora. L'any 2016 va registrar l'entrada de 2.000 passatgers.
Faió és l'última estació de Catalunya de la línia, a partir d'aquí els regionals de la Ca6 s'anomenen R-42 perquè a Aragó s'utilitza una nomenclatura diferent que a Catalunya.
Aquesta estació, projectada inicialment per la Companyia dels Ferrocarrils Directes, va entrar en servei l'any 1892 quan va entrar en servei el tram construït per la Companyia dels Ferrocarrils de Tarragona a Barcelona i França (TBF) entre Móra la Nova (1891) i Faió - la Pobla de Massaluca. L'any 2011 hi havia uns 8 trens que feien parada a l'estació.

## Serveis ferroviaris
| Serveis regionals de Rodalies de Catalunya |        |       |                  |                                                                       |
| Procedència/Destinació                     | <      | Línia | >                | Procedència/Destinació                                                |
| Casp Saragossa-Delicias                    | Nonasp |       | Riba-roja d'Ebre | Móra la Nova Barcelona-Estació de França Barcelona-Sant Andreu Comtal |